# Holderness
Holderness és una població dels Estats Units a l'estat de Nou Hampshire. Segons el cens del 2000 tenia 1.930 habitants.

## Demografia
Segons el cens del 2000, Holderness tenia 1.930 habitants, 768 habitatges, i 546 famílies. La densitat de població era de 24,5 habitants per km².
Dels 768 habitatges en un 30,7% hi vivien nens de menys de 18 anys, en un 61,2% hi vivien parelles casades, en un 5,9% dones solteres, i en un 28,9% no eren unitats familiars. En el 21,5% dels habitatges hi vivien persones soles el 7,3% de les quals corresponia a persones de 65 anys o més que vivien soles. El nombre mitjà de persones vivint en cada habitatge era de 2,48 i el nombre mitjà de persones que vivien en cada família era de 2,91.
Per edats la població es repartia de la següent manera: un 24,4% tenia menys de 18 anys, un 6,9% entre 18 i 24, un 24,5% entre 25 i 44, un 31,4% de 45 a 60 i un 12,8% 65 anys o més.
L'edat mediana era de 42 anys. Per cada 100 dones de 18 o més anys hi havia 98,8 homes.
La renda mediana per habitatge era de 47.895$ i la renda mediana per família de 55.526$. Els homes tenien una renda mediana de 36.500$ mentre que les dones 26.116$. La renda per capita de la població era de 27.825$. Entorn del 2,8% de les famílies i el 4,9% de la població estaven per davall del llindar de pobresa.